# Trichostomopsis
Trichostomopsis là một chi rêu trong họ Pottiaceae.